# La Fosse-de-Tigné
La Fosse-de-Tigné est une ancienne commune française située dans le département de Maine-et-Loire, en région Pays de la Loire, devenue le 1er janvier 2016, une commune déléguée de la commune nouvelle de Lys-Haut-Layon.
La commune se situe dans le Vihiersois et dans l'appellation viticole du Coteaux-du-Layon (AOC).

## Géographie

### Localisation
Commune angevine du sud Layon, située dans les Mauges à la limite du Saumurois, ce territoire rural de l’ouest de la France se trouve à quelques kilomètres au nord-est de Vihiers. Son territoire est essentiellement rural. Pays de bocage, le Vihiersois se situe dans un triangle entre Angers, Cholet et Saumur.

### Communes limitrophes
Les communes les plus proches sont Tancoigné (2 km), Tigné (2 km), Trémont (3 km), Cernusson (4 km), Aubigné-sur-Layon (4 km), Saint-Georges-sur-Layon (5 km), Montilliers (6 km), Martigné-Briand (6 km), Concourson-sur-Layon (7 km) et Brigné (8 km).

### Géologie et relief
À quelques kilomètres au nord et à l'est du Vihiersois se trouve la vallée du Layon, qui marque la transition entre les Mauges et le Saumurois. Le sud de l'Anjou comporte à l'est des terrains secondaires et tertiaires (Saumurois) et à l'ouest des terrains primaires (Mauges). Dans ces derniers, on trouve un pays de bocage sur des terrains de schistes et de granites.
La Fosse-de-Tigné se situe sur l'unité paysagère du Couloir du Layon.
L'altitude de la commune varie de 52 à 112 mètres, pour une altitude moyenne de 69 mètres. Son territoire s'étend sur près de 6 km2 (554 hectares).

### Hydrographie
Affluent du Layon, la rivière le Livier marque la démarcation avec la commune de Tancoigné.

### Climat
Son climat est tempéré, de type océanique. Le climat angevin est particulièrement doux, de par sa situation entre les influences océaniques et continentales. Généralement les hivers sont pluvieux, les gelées rares et les étés ensoleillés.

## Urbanisme
Morphologie urbaine : le village s'inscrit dans un territoire essentiellement rural.
En 2013, on trouvait 120 logements dans la commune de La Fosse-de-Tigné, dont 82 % étaient des résidences principales, pour une moyenne dans le département de 90 %, et dont 75 % des ménages en étaient propriétaires.

## Toponymie et héraldique

### Toponymie
La Fosse de Tigné vient de Fossis qui indique une fosse (creux en terre, mare). Formes anciennes du nom : Ecclesia de Fossis, que in Pictavo est en 1064, Ecclesia de Fossa en 1122, La Fousse de Tigné en 1624, La Fosse de Tigné au XVIIIe siècle la Fosse en 1793, pour devenir ensuite en 1826 La Fosse-de-Tigné,.
Nom des habitants (gentilé) : les Fosséens.

### Héraldique
|  | Les armes de la commune se blasonnent ainsi : D'azur, à une crosse d'or posée en pal et supportant un livre de même, accostée à dextre d'une fleur de lys d'or et à senestre d'une clef d'argent l'anneau vers le haut ; au chef de gueule chargé de deux châteaux d'or ouverts et maçonnées de sable. |

## Histoire

### Moyen Âge
Le territoire appartient au seigneur de Montreuil-Bellay, qui le donne en 1064 à Saint-Florent-de-Saumur.

### Ancien Régime
À la veille de la Révolution française, une partie du Vihiersois dépend de la sénéchaussée d'Angers (La Salle-de-Vihiers, Vihiers, Coron) et une autre de la sénéchaussée de Saumur (Tigné, Cernusson, Les Cerqueux, Saint-Paul-du-Bois, La Plaine).

### Époque contemporaine
À la réorganisation administrative qui suit la Révolution, La Fosse est rattaché en 1790 au canton de Martigné et au district de Vihiers, puis en 1800 au canton de Vihiers et à l'arrondissement de Saumur.
Comme dans le reste de la région, à la fin du XVIIIe siècle se déroule la guerre de Vendée, qui marquera de son empreinte la région.
En 2015 un projet de regroupement voit le jour au sein de la communauté de communes du Vihiersois-Haut-Layon. Le 30 juin, le conseil municipal de La Fosse-de-Tigné vote en faveur de la création d'une commune nouvelle au niveau de l'intercommunalité. N'ayant pas obtenu la totale adhésion des communes de l'intercommunalité, les conseils municipaux des Cerqueux-sous-Passavant, La Fosse-de-Tigné, Nueil-sur-Layon, Tigné, Trémont et Vihiers valident à nouveau en septembre le projet d'une commune nouvelle baptisée Lys-Haut-Layon, dont la création est officialisée par arrêté préfectoral du 5 octobre 2015, abrogé et remplacé par celui du 21 décembre.

## Politique et administration

### Administration municipale

#### Administration actuelle
Depuis le 1er janvier 2016 La Fosse-de-Tigné constitue une commune déléguée au sein de la commune nouvelle de Lys-Haut-Layon et dispose d'un maire délégué.
| Période                                  | Période         | Identité               | Étiquette | Qualité |
| ---------------------------------------- | --------------- | ---------------------- | --------- | ------- |
| 1er janvier 2016                         | 20 janvier 2016 | Christophe Dehier      |           |         |
| 21 janvier 2016                          | mai 2020        | Marie‐Chantal Reullier |           |         |
| mai 2020                                 | en cours        | Albane Bréhéret        |           |         |
| Les données manquantes sont à compléter. |                 |                        |           |         |

#### Administration ancienne
La commune est créée à la Révolution (La Fosse puis La Fosse de Tigné). Le conseil municipal est composé de 11 élus.
| Période                                  | Période       | Identité          | Étiquette | Qualité |
| ---------------------------------------- | ------------- | ----------------- | --------- | ------- |
| mars 2008                                | décembre 2015 | Christophe Dehier |           |         |
| Les données manquantes sont à compléter. |               |                   |           |         |

### Ancienne situation administrative

#### Intercommunalité
Jusqu'en 2015 la commune est membre de la communauté de communes Vihiersois-Haut-Layon, qui regroupe douze communes, dont Tancoigné et Tigné. Cette structure intercommunale est un établissement public de coopération intercommunale (EPCI) qui a pour vocation de réunir les moyens de plusieurs communes, notamment dans le domaine du tourisme. L'intercommunalité est elle-même membre du Pays de Loire en Layon, structure administrative d'aménagement du territoire.
La communauté de communes du Vihiersois-Haut-Layon disparait à la création de la commune nouvelle de Lys-Haut-Layon.

#### Autres circonscriptions
Jusqu'en 2014, la commune fait partie du canton de Vihiers et de l'arrondissement de Saumur. Le canton de Vihiers compte alors dix-sept communes. C'est l'un des quarante-et-un cantons que compte le département ; circonscriptions électorales servant à l'élection des conseillers généraux, membres du conseil général du département. Dans le cadre de la réforme territoriale, un nouveau découpage territorial pour le département de Maine-et-Loire est défini par le décret du 26 février 2014. Le canton de Vihiers disparait et la commune est rattachée au canton de Cholet-2, avec une entrée en vigueur au renouvellement des assemblées départementales de 2015.
La Fosse-de-Tigné est alors située dans la quatrième circonscription de Maine-et-Loire, composée de six cantons dont Vihiers et Montreuil-Bellay.

## Population et société

### Évolution démographique
L'évolution du nombre d'habitants est connue à travers les recensements de la population effectués dans la commune depuis 1793. À partir du 1er janvier 2009, les populations légales des communes sont publiées annuellement dans le cadre d'un recensement qui repose désormais sur une collecte d'information annuelle, concernant successivement tous les territoires communaux au cours d'une période de cinq ans. 
Pour les communes de moins de 10 000 habitants, une enquête de recensement portant sur toute la population est réalisée tous les cinq ans, les populations légales des années intermédiaires étant quant à elles estimées par interpolation ou extrapolation. Pour la commune, le premier recensement exhaustif entrant dans le cadre du nouveau dispositif a été réalisé en 2007,.
En 2013, la commune comptait 231 habitants, en évolution de +24,19 % par rapport à 2008 (Maine-et-Loire : +3,3 %, France hors Mayotte : +2,49 %).
| 1793 | 1800 | 1806 | 1821 | 1831 | 1836 | 1841 | 1846 | 1851 |
| ---- | ---- | ---- | ---- | ---- | ---- | ---- | ---- | ---- |
| 335  | 305  | 274  | 335  | 303  | 302  | 331  | 331  | 319  |

| 1856 | 1861 | 1866 | 1872 | 1876 | 1881 | 1886 | 1891 | 1896 |
| ---- | ---- | ---- | ---- | ---- | ---- | ---- | ---- | ---- |
| 325  | 342  | 321  | 316  | 318  | 301  | 286  | 278  | 258  |

| 1901 | 1906 | 1911 | 1921 | 1926 | 1931 | 1936 | 1946 | 1954 |
| ---- | ---- | ---- | ---- | ---- | ---- | ---- | ---- | ---- |
| 259  | 263  | 259  | 237  | 270  | 256  | 268  | 256  | 259  |

| 1962 | 1968 | 1975 | 1982 | 1990 | 1999 | 2007 | 2012 | 2013 |
| ---- | ---- | ---- | ---- | ---- | ---- | ---- | ---- | ---- |
| 265  | 255  | 226  | 248  | 186  | 184  | 184  | 223  | 231  |

### Pyramide des âges
La population de la commune est relativement âgée. Le taux de personnes d'un âge supérieur à 60 ans (30,4 %) est en effet supérieur au taux national (21,6 %) et au taux départemental (21 %). Contrairement aux répartitions nationale et départementale, la population masculine de la commune est supérieure à la population féminine (51,1 % contre 48,4 % au niveau national et 48,6 % au niveau départemental).
| Hommes | Classe d’âge | Femmes |
| ------ | ------------ | ------ |
| 1,1    | 90 ans ou +  | 0,0    |
| 11,7   | 75 à 89 ans  | 13,3   |
| 18,1   | 60 à 74 ans  | 16,7   |
| 24,5   | 45 à 59 ans  | 25,6   |
| 17,0   | 30 à 44 ans  | 16,7   |
| 13,8   | 15 à 29 ans  | 12,2   |
| 13,8   | 0 à 14 ans   | 15,6   |

| Hommes | Classe d’âge | Femmes |
| ------ | ------------ | ------ |
| 0,4    | 90 ans ou +  | 1,2    |
| 6,3    | 75 à 89 ans  | 9,2    |
| 11,8   | 60 à 74 ans  | 13,0   |
| 19,9   | 45 à 59 ans  | 19,4   |
| 20,6   | 30 à 44 ans  | 19,5   |
| 20,3   | 15 à 29 ans  | 19,1   |
| 20,6   | 0 à 14 ans   | 18,6   |

### Vie locale
Hormis la mairie, il n'y a pas de services publics dans la commune de La Fosse-de-Tigné. Ils sont présents à Vihiers, ainsi que les structures sociales (ADMR du Vihiersois…) et culturelles (école de musique intercommunale…).
La plupart des structures de santé se situent également à Vihiers, tel l'hôpital local ou le centre de secours.
Le ramassage des déchets est géré par le Syndicat mixte intercommunal pour le traitement des ordures ménagères et des déchets, le Smitom du Sud Saumurois, qui se trouve à Doué-la-Fontaine.
On trouve également dans la commune un sentier de randonnée de 8,4 km, le sentier La balade fosséenne. L'office du tourisme est situé à Vihiers.

## Économie

### Tissu économique
Commune principalement agricole, en 2008, sur 18 établissements présents dans la commune, 61 % relevaient du secteur de l'agriculture. Deux ans plus tard, en 2010, sur 21 établissements présents dans la commune, 57 % relevaient du secteur de l'agriculture (pour une moyenne de 17 % sur l'ensemble du département), aucun du secteur de l'industrie, aucun du secteur de la construction, 33 % de celui du commerce et des services et 9 % du secteur de l'administration et de la santé.
Sur 22 établissements présents dans la commune à fin 2014, 36 % relevaient du secteur de l'agriculture (pour une moyenne de 11 % dans le département), aucun du secteur de l'industrie, 9 % du secteur de la construction, 46 % de celui du commerce et des services et 9 % du secteur de l'administration et de la santé.

### Agriculture
La commune se situe dans la zone d'appellation viticole des Coteaux-du-layon (AOC).
Liste des appellations présentes sur le territoire :
- IGP Agneau du Poitou-Charentes, IGP Bœuf du Maine, AOC AOP Maine-Anjou, IGP Volailles de Cholet, IGP Volailles d’Ancenis,
- IGP Brioche vendéenne,
- AOC AOP Anjou blanc, AOC AOP Anjou gamay, AOC AOP Anjou gamay nouveau ou primeur, AOC AOP Anjou mousseux blanc, AOC AOP Anjou mousseux rosé, AOC AOP Anjou rouge, AOC AOP Anjou Villages, AOC AOP Cabernet d'Anjou, AOC AOP Cabernet d'Anjou nouveau ou primeur, AOC AOP Coteaux du Layon, AOC AOP Coteaux du Layon Sélection de grains nobles, AOC AOP Crémant de Loire blanc, AOC AOP Crémant de Loire rosé, IGP Maine-et-Loire blanc, IGP Maine-et-Loire rosé, IGP Maine-et-Loire rouge, AOC AOP Rosé d'Anjou, AOC AOP Rosé d'Anjou nouveau ou primeur, AOC AOP Rosé de Loire, AOC AOP Saumur mousseux blanc, AOC AOP Saumur mousseux rosé.

## Culture locale et patrimoine

### Lieux et monuments
Bien que l'on ne trouve pas dans la commune de La Fosse-de-Tigné de bâtiments inscrits Monuments historiques, plusieurs figurent à l'Inventaire général :
- Château fort le Haut Marmande du XVe siècle, repris et démantelé au XIXe siècle ;
- Plusieurs fermes des XVe, XVIe, XVIIe, XVIIIe et XIXe siècles ;
- Plusieurs maisons des XVe, XVIe, XVIIIe et XIXe siècles ;
- Maison de Vigneron dite château Beugnon du XIXe siècle ;
- Manoir dit château de la Petite Ville des XVe, XVIe, XVIIIe et XIXe siècles ;
- Manoir les Roches Chapelain des XVe, XVIe, XVIIe, XIXe et XXe siècles ;
- Plusieurs moulins des XVIe, XVIIIe et XIXe siècles, dont moulin à vent Le Sablon du XVIIIe siècle ;
- Prieuré Saint-Hilaire des XIe et XIXe siècles, édifice dépendant de Saint-Florent de Saumur dont subsiste l'église devenue paroissiale en 1779 lors de la suppression du prieuré.

## Pour approfondir